# Stephanie McKenzie
Pour les articles homonymes, voir McKenzie.
Stephanie McKenzie, née le 15 février 1993 à Auckland est une coureuse cycliste néo-zélandaise, spécialiste des épreuves de vitesse sur piste.

## Palmarès sur piste[1]

### Championnats du monde
- 2010
  -  Médaillée d'argent de la vitesse par équipes juniors
- 2011
  -  Médaillée d'argent du keirin juniors
  -  Médaillée d'argent de la vitesse juniors
  -  Médaillée de bronze de la vitesse par équipes juniors

### Championnats d'Oceanie
- 2009
  -  Médaillée d'argent de la vitesse par équipes
- 2010
  -  Médaillée de bronze de la vitesse par équipes
- 2012
  -  Médaillée de bronze du 500 mètres
  -  Médaillée de bronze du keirin
  -  Médaillée de bronze de la vitesse
- 2013
  -  Médaillée d'argent de la vitesse par équipes
- 2014
  -  Médaillée d'argent du 500 mètres
  -  Médaillée d'argent de la vitesse par équipes

### Championnats de Nouvelle-Zélande
- 2012
  - 2e de la vitesse
  - 3e du 500 mètres
- 2013
  -  Championne de Nouvelle-Zélande de la vitesse
  - 3e du 500 mètres
- 2014
  -  Championne de Nouvelle-Zélande du keirin
  -  Championne de Nouvelle-Zélande de la vitesse
  - 2e du 500 mètres
- 2015
  -  Championne de Nouvelle-Zélande du 500 mètres
  -  Championne de Nouvelle-Zélande du keirin
  -  Championne de Nouvelle-Zélande de la vitesse
- 2016
  - 2e de la vitesse
  - 3e du 500 mètres